# ジェームズ・シーモア
ジェームズ・シーモア（James Seymour、1702年 – 1752年）はイギリスの画家である。競走馬と騎手、狩りをする様子など、馬に騎乗した人物を多く描いた。

## 略歴
ロンドンに生まれた。父親は、銀行や宝飾店の経営をし、美術商でもあり、熱心なアマチュア画家でもあった。父親の資産のおかげで働く必要がなく自由に絵を描く時間が与えられた。父親や父親の所属する紳士階級の美術クラブ(Virtuosi Club of St. Luke:聖ルカ名手クラブ)のメンバーから絵を学んだ。独学の画家となり、その時代の優れた画家たちとも付き合うようになった。
絵画と同様に、競馬に夢中になり、競馬場で長い時間を過ごすようになり競走馬や騎手を描き、自らも競走馬の馬主になり、胸像場を繁殖して出走させることもした。競馬に関係する人々の中でシーモアの絵画は人気を得て、ウィリアム・ジョリフ卿や第6代サマセット公爵チャールズ・シーモアといった有力者のパトロンを得ることになった。シーモアの人気はイギリスの国外にも広がった。
競馬に対する投資はシーモアを破産させることになったが、ジョン・ウートンやピーター・ティルマンズと並んで、イギリスの競走馬の世界を美術として描くことを始めた創初期の1人である。

## 作品

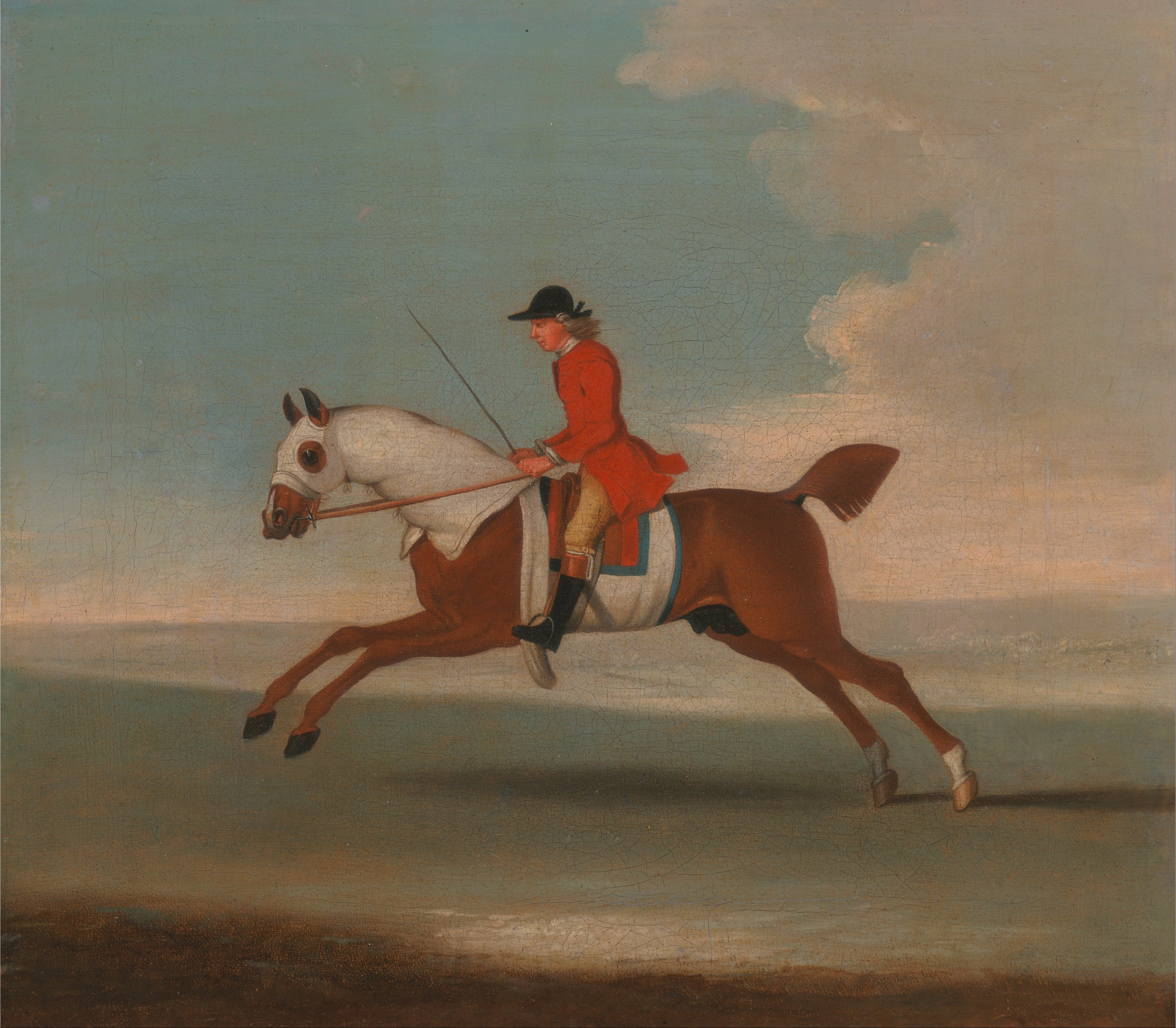
調教を受ける栗毛の競走馬
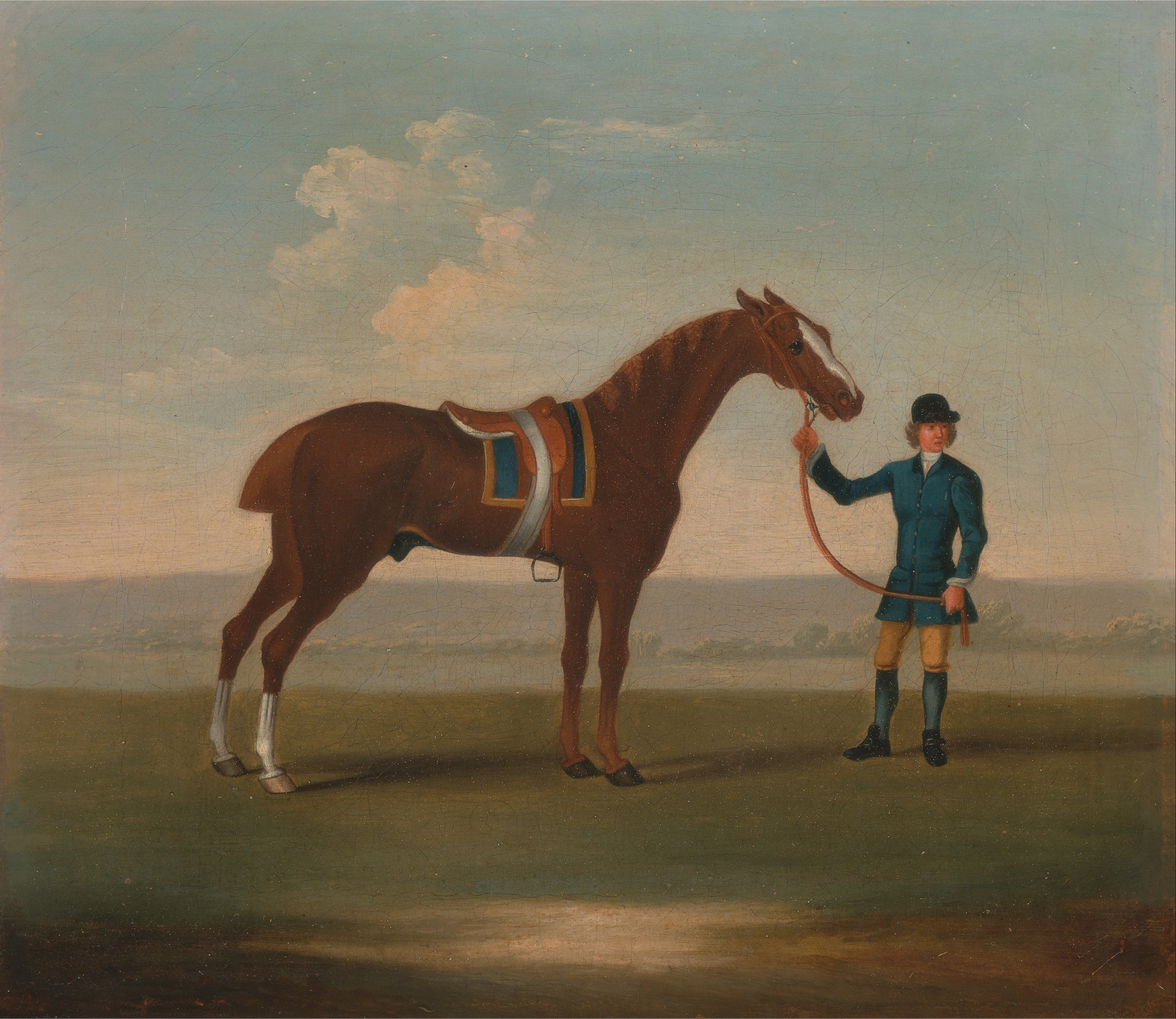
競走馬
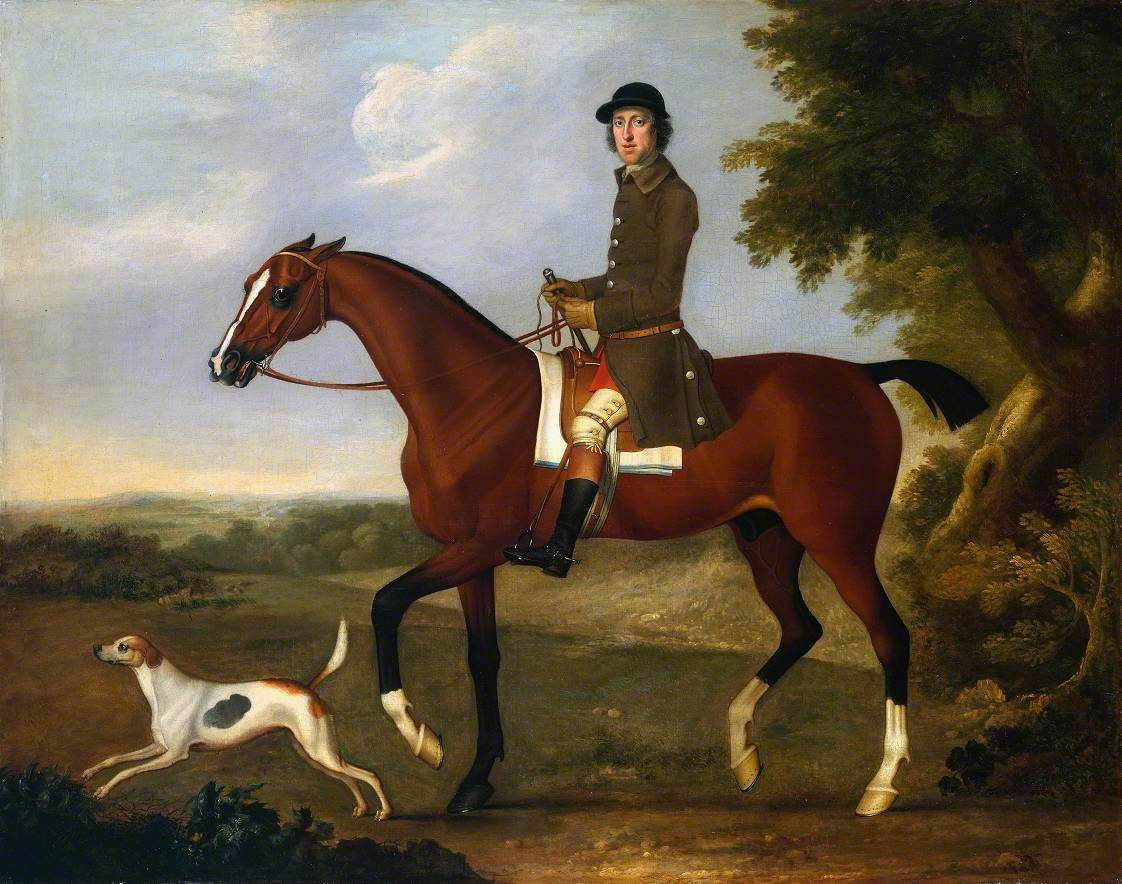
狩猟に向かう人物の肖像画
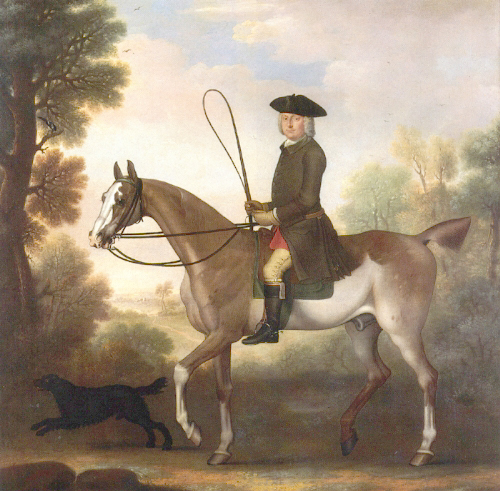
トマス・ゲージ (初代ゲージ子爵)

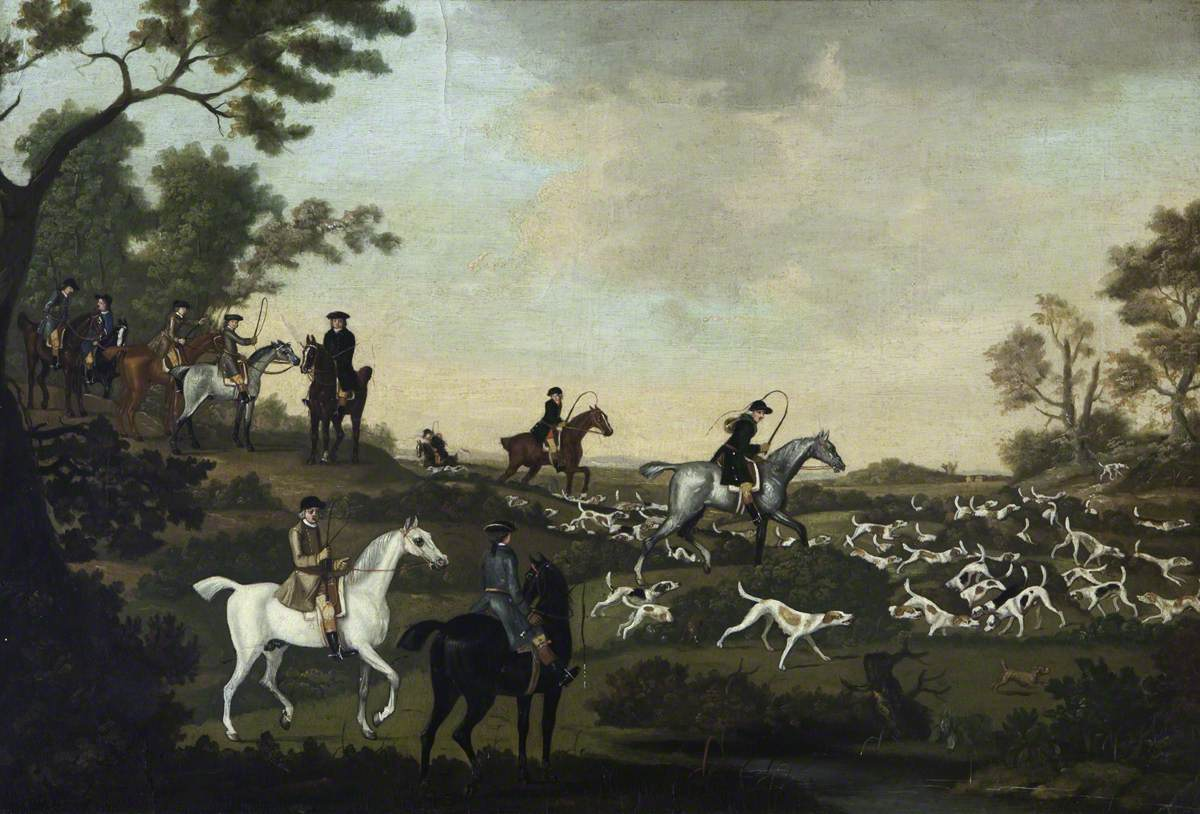
狩猟の情景
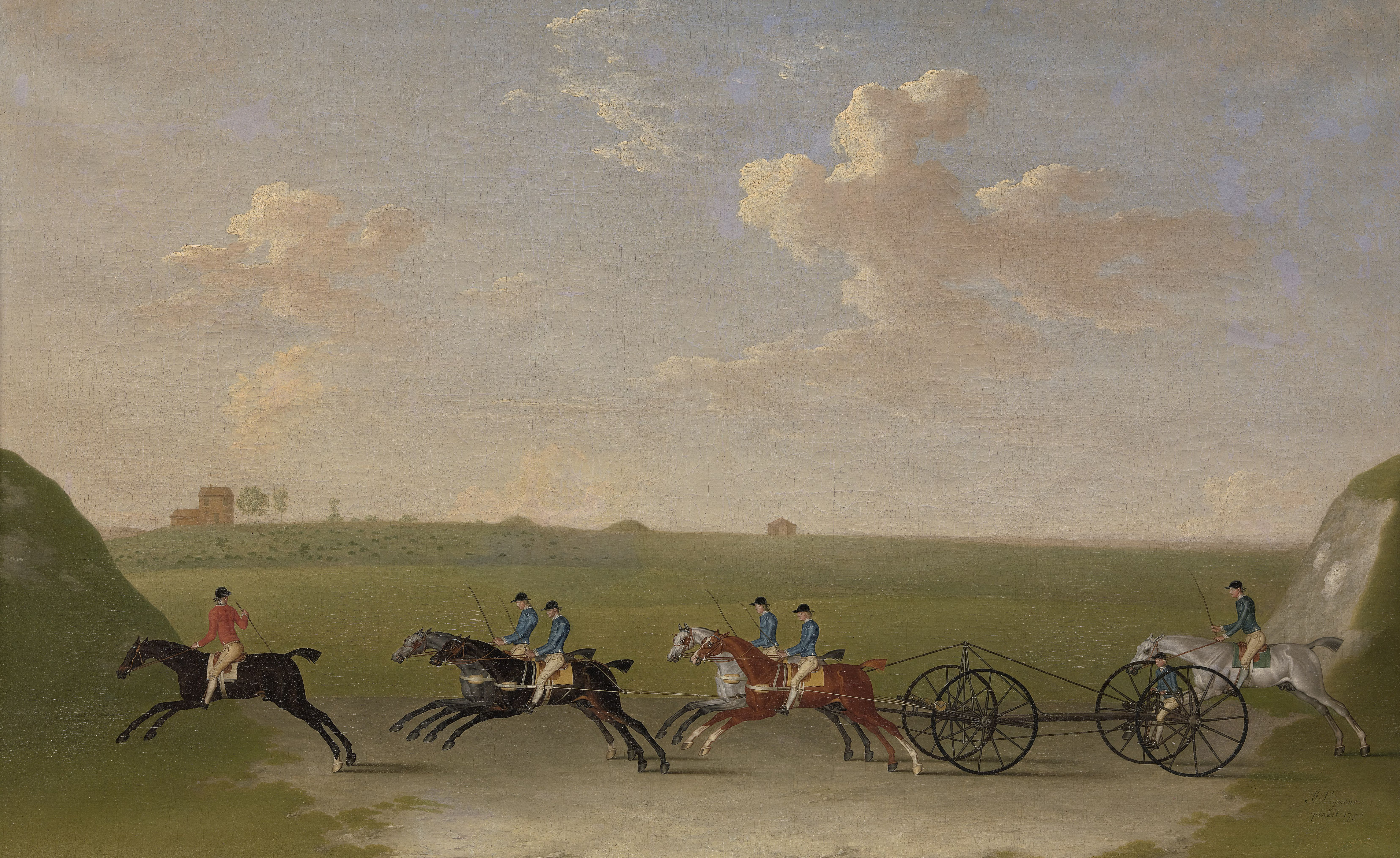
The Chaise Match Run on Newmarket Heath on Wednesday the 29th of August, 1750
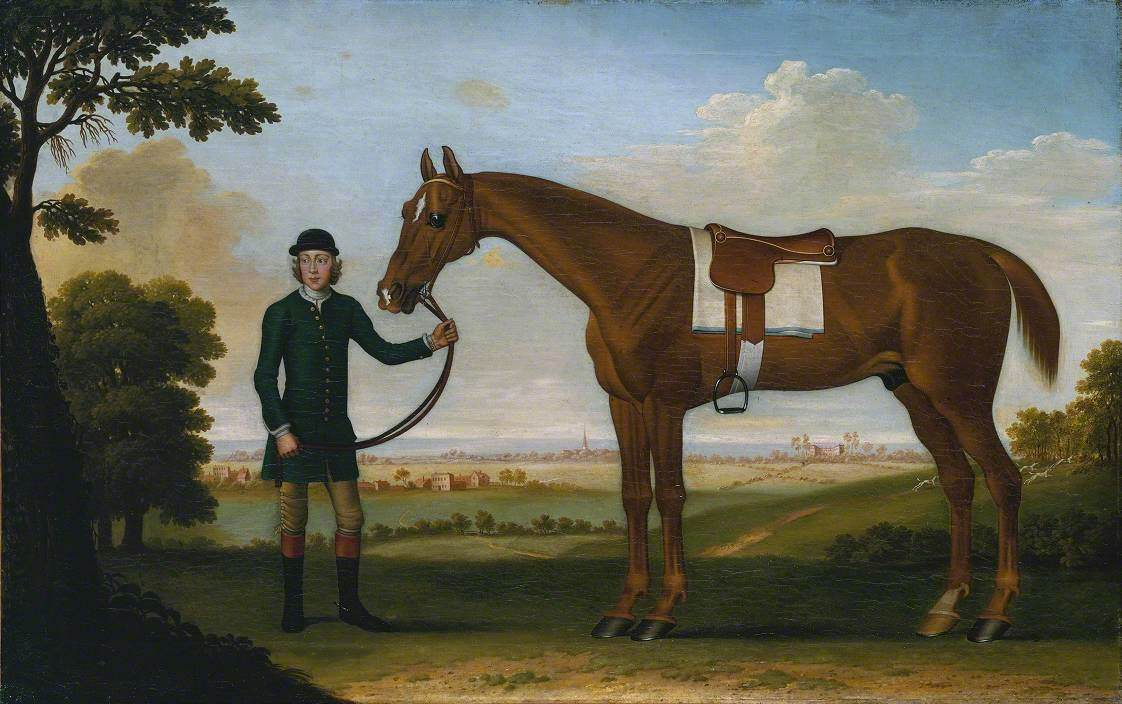